# کنفدراسیون‌های فوتبال جهان
مقاله زیر فهرستی از کنفدراسیون‌های فوتبال، زیر کنفدراسیون‌ها و اتحادیه‌ها در سراسر جهان را ارائه می‌دهد. نهاد بین‌المللی حاکم بر این ورزش فیفا است، اما انجمن‌هایی که به فیفا وابسته نیستند نیز در این ماده گنجانده شده‌اند.
اکثر کشورهای اروپایی، آفریقایی و آسیایی دو رقابت اصلی دارند: یک لیگ معتبرتر که معمولاً یک تورنمنت دو دوره‌ای است که محدود به باشگاه های نخبه است، و یک جام که یک تورنمنت تک‌حذفی است که هم برای باشگاه های نخبه و هم برای باشگاه های کوچک باز است.
در قاره آمریکا، لیگ ها اغلب به صورت مسابقات چند مرحله‌ای یا مراحل جداگانه باز و بسته شدن سازماندهی می‌شوند.

## قاره‌ای
در حال حاضر ۲۱۱ انجمن ملی عضو فیفا هستند. ۱۱ انجمن دیگر اعضای کامل یا وابسته یک کنفدراسیون قاره‌ای هستند، اما اعضای فیفا نیستند.
| قاره                                | کنفدراسیون                                            | کوتاه‌نوشت | شماره | عضو فیفا | رقابت(های) اصلی قاره‌ای | رقابت(های) اصلی قاره‌ای |
| قاره                                | کنفدراسیون                                            | کوتاه‌نوشت | شماره | عضو فیفا | مسابقات باشگاهی | مسابقات ملی            |
| ----------------------------------- | ----------------------------------------------------- | --------- | ----- | -------- | --- | ---------------------- |
| آفریقا                              | کنفدراسیون فوتبال آفریقا                              | کاف       | ۵۶    | ۵۴       | لیگ قهرمانان | جام ملت‌های آفریقا      |
| آفریقا                              | کنفدراسیون فوتبال آفریقا                              | کاف       | ۵۶    | ۵۴       | جام کنفدراسیون | قهرمانی ملت‌ها          |
| آفریقا                              | کنفدراسیون فوتبال آفریقا                              | کاف       | ۵۶    | ۵۴       | سوپر جام\| data-sort-value="" style="background: var(--background-color-interactive, #ececec); color: var(--color-base, #2C2C2C); vertical-align: middle; text-align: center; " class="table-na" \| —        |                        |
| آسیا                                | کنفدراسیون فوتبال آسیا                                | اِی‌اِف‌سی    | ۴۷    | ۴۶       | لیگ قهرمانان نخبگان | جام ملت‌های آسیا        |
| آسیا                                | کنفدراسیون فوتبال آسیا                                | اِی‌اِف‌سی    | ۴۷    | ۴۶       | لیگ قهرمانان دو\| data-sort-value="" style="background: var(--background-color-interactive, #ececec); color: var(--color-base, #2C2C2C); vertical-align: middle; text-align: center; " class="table-na" \| — |                        |
| آسیا                                | کنفدراسیون فوتبال آسیا                                | اِی‌اِف‌سی    | ۴۷    | ۴۶       | چلنج لیگ\| data-sort-value="" style="background: var(--background-color-interactive, #ececec); color: var(--color-base, #2C2C2C); vertical-align: middle; text-align: center; " class="table-na" \| —        |                        |
| اروپا                               | اتحادیه فوتبال اروپا                                  | یوفا      | ۵۵    | ۵۵       | لیگ قهرمانان | جام ملت‌های اروپا       |
| اروپا                               | اتحادیه فوتبال اروپا                                  | یوفا      | ۵۵    | ۵۵       | لیگ اروپا | لیگ ملت‌ها              |
| اروپا                               | اتحادیه فوتبال اروپا                                  | یوفا      | ۵۵    | ۵۵       | لیگ کنفرانس\| data-sort-value="" style="background: var(--background-color-interactive, #ececec); color: var(--color-base, #2C2C2C); vertical-align: middle; text-align: center; " class="table-na" \| —     |                        |
| اروپا                               | اتحادیه فوتبال اروپا                                  | یوفا      | ۵۵    | ۵۵       | سوپر جام\| data-sort-value="" style="background: var(--background-color-interactive, #ececec); color: var(--color-base, #2C2C2C); vertical-align: middle; text-align: center; " class="table-na" \| —        |                        |
| آمریکای شمالی، مرکزی و حوزه کارائیب | کنفدراسیون فوتبال آمریکای شمالی، مرکزی و حوزه کارائیب | کونکاکاف  | ۴۱    | ۳۵       | جام قهرمانان | جام طلایی              |
| آمریکای شمالی، مرکزی و حوزه کارائیب | کنفدراسیون فوتبال آمریکای شمالی، مرکزی و حوزه کارائیب | کونکاکاف  | ۴۱    | ۳۵       | جام قهرمانان | لیگ ملت‌ها              |
| اقیانوسیه                           | کنفدراسیون فوتبال اقیانوسیه                           | اُ‌اِف‌سی     | ۱۳    | ۱۱       | لیگ قهرمانان | جام ملت‌ها              |
| آمریکای جنوبی                       | کنفدراسیون فوتبال آمریکای جنوبی                       | کونمبول   | ۱۰    | ۱۰       | کوپا لیبرتادورس | کوپا آمریکا            |
| آمریکای جنوبی                       | کنفدراسیون فوتبال آمریکای جنوبی                       | کونمبول   | ۱۰    | ۱۰       | کوپا سودامریکانا | کوپا آمریکا            |
| آمریکای جنوبی                       | کنفدراسیون فوتبال آمریکای جنوبی                       | کونمبول   | ۱۰    | ۱۰       | رکوپا سودامریکانا | کوپا آمریکا            |

### سایر نهادهای حاکم
| کنفدراسیون | نام کامل                           | انجمن‌های عضو | رقابت(های) اصلی بین‌المللی |
| ---------- | ---------------------------------- | ------------ | ------------------------- |
| کونیفا     | کنفدراسیون اتحادیه‌های فوتبال مستقل | ۵۴           | جام جهانی فوتبال کونیفا   |
| آی‌جی‌اِی     | انجمن بین‌المللی بازی‌های جزیره      | ۲۴           | بازی‌های جزیره             |

## منطقه‌ای

### آفریقا

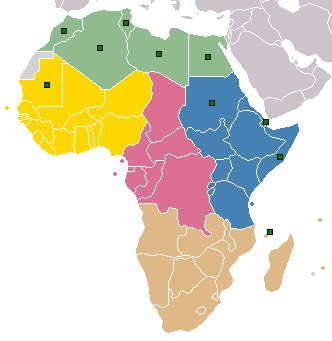
نقشه پنج کنفدراسیون زیرمنطقه‌ای کاف. اتحادیه بین قاره‌ای اتحادیه‌های فوتبال عرب (UFAF) از ۲۲ عضو، میزبان ۱۰ اتحادیه کاف (نقاط سبز) است.

| منطقه       | زیر کنفدراسیون                   | کوتاه‌نوشت | شماره | رقابت‌های اصلی بین‌المللی     | رقابت‌های اصلی بین‌المللی |
| منطقه       | زیر کنفدراسیون                   | کوتاه‌نوشت | شماره | مسابقات باشگاهی             | مسابقات ملی             |
| ----------- | -------------------------------- | --------- | ----- | --------------------------- | ----------------------- |
| شرق آفریقا  | اتحادیه فوتبال شرق و مرکز آفریقا | سیکافا    | ۱۲    | جام باشگاهی سیکافا          | جام سیکافا              |
| مرکز آفریقا | اتحادیه فوتبال مرکز آفریقا       | اونیفاک   | ۸     | —                           | جام سیماک               |
| شمال آفریقا | اتحادیه فوتبال شمال آفریقا       | اوناف     | ۵     | جام باشگاهی شمال آفریقا     | —                       |
| جنوب آفریقا | اتحادیه فوتبال جنوب آفریقا       | کوسافا    | ۱۴    | —                           | جام کوسافا              |
| غرب آفریقا  | اتحادیه فوتبال غرب آفریقا        | وافو      | ۱۶    | مسابقات باشگاهی غرب آفریقا  | جام ملت‌های غرب آفریقا   |
|             |                                  |           |       |                             |                         |
| کشورهای عرب | اتحادیه فوتبال عرب               | UAFA      | ۱۰    | جام قهرمانان باشگاه‌های عربی | جام ملت‌های عرب          |

### آسیا

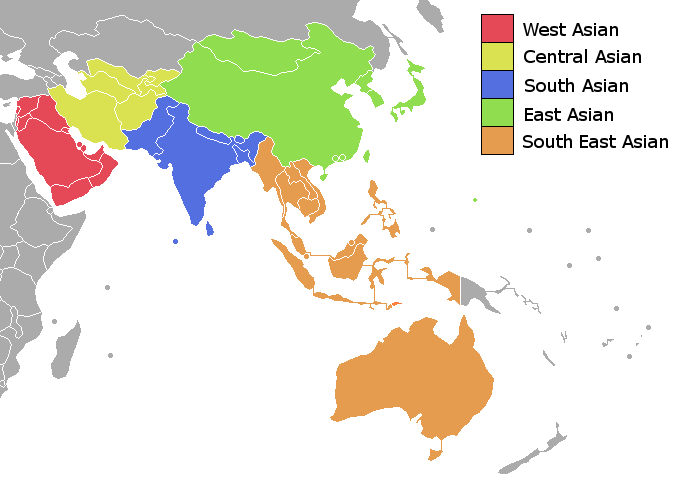
نقشه پنج فدراسیون زیرمنطقه‌ای AFC. تمامی ۱۲ فدراسیون AFC فدراسیون فوتبال غرب آسیا (WAFF) همچنین اعضای اتحادیه بین قاره‌ای اتحادیه‌ فوتبال عرب (UAFA) هستند.

| منطقه         | فدراسیون                      | کوتاه‌نوشت | شماره | رقابت‌های اصلی بین‌المللی                                | رقابت‌های اصلی بین‌المللی            |
| منطقه         | فدراسیون                      | کوتاه‌نوشت | شماره | مسابقات باشگاهی                                        | مسابقات ملی                        |
| ------------- | ----------------------------- | --------- | ----- | ------------------------------------------------------ | ---------------------------------- |
| آسیای میانه   | فدراسیون فوتبال آسیای میانه   | CAFA      | ۶     | جام راه ابریشم                                         | مسابقات قهرمانی فوتبال آسیای مرکزی |
| آسیای خاوری   | فدراسیون فوتبال شرق آسیا      | EAFF      | ۱۰    | —                                                      | مسابقات قهرمانی فوتبال شرق آسیا    |
| جنوب شرق آسیا | فدراسیون فوتبال جنوب شرق آسیا | AFF       | ۱۲    | مسابقات باشگاهی آسه‌آن مسابقات باشگاهی مکونگ            | مسابقات قهرمانی فوتبال آسه‌آن       |
| جنوب آسیا     | فدراسیون فوتبال جنوب آسیا     | SAFF      | ۷     | جام باشگاهی بین‌المللی شیخ کمال جام باشگاه‌های جنوب آسیا | مسابقات قهرمانی فوتبال جنوب آسیا   |
| آسیای باختری  | فدراسیون فوتبال غرب آسیا      | WAFF      | ۱۲    | —                                                      | مسابقات قهرمانی فوتبال غرب آسیا    |
|               |                               |           |       |                                                        |                                    |
| کشورهای عرب   | اتحادیه فوتبال عرب            | UAFA      | ۱۲    | جام قهرمانان باشگاه‌های عربی                            | جام ملت‌های اعراب                   |

### آمریکای شمالی، مرکزی و کارائیب
| منطقه         | فدراسیون                     | کوتاه‌نوشت | شماره | رقابت‌های اصلی بین‌المللی    |
| ------------- | ---------------------------- | --------- | ----- | -------------------------- |
| کارائیب       | اتحادیه فوتبال کارائیب       | سی‌اف‌یو    | ۳۱    | جام کارائیب کونکاکاف       |
| کارائیب       | اتحادیه فوتبال کارائیب       | سی‌اف‌یو    | ۳۱    | جام باشگاهی کارائیب        |
| آمریکای مرکزی | اتحادیه فوتبال آمریکای مرکزی | اونکاف    | ۷     | جام آمریکای مرکزی کونکاکاف |
| آمریکای شمالی | اتحادیه فوتبال آمریکای شمالی | نافو      | ۳     | جام لیگ‌ها                  |
| آمریکای شمالی | اتحادیه فوتبال آمریکای شمالی | نافو      | ۳     | جام کمپئونز                |